# Pazos de Borbén
Pazos de Borbén es un municipio español de la provincia de Pontevedra, en la comunidad autónoma de Galicia. El término municipal, ubicado en el área metropolitana de Vigo, cuenta con una población de 3002 habitantes (INE 2024).

## Situación
Al sur de la provincia de Pontevedra, entre los municipios de Redondela, Fornelos de Montes, Sotomayor, Mondariz, Puenteareas y Mos.

## Geografía
- Superficie: 50 km².

## Historia
Hacia mediados del siglo XIX, el municipio, por entonces conocido simplemente como «Borbén», tenía contabilizada una población de 2346 habitantes. Aparece descrito en el cuarto volumen del Diccionario geográfico-estadístico-histórico de España y sus posesiones de Ultramar de Pascual Madoz con las siguientes palabras:

BORBEN: ayunt. en la prov. de Pontevedra (3 leg.), dióc. de Tuy (5), aud. terr. y c. g. de la Coruña (22) y part. jud. de Redondela (1): sit. al S. de la cap. de prov., en clima templado y sano: compuesto de las felig. de Amoedo, San Saturnino; Borben, Santiago; Cepeda, San Pedro; Junqueras, San Salvador; Moscoso, San Pelagio; Nespereira, San Martin, y Pazos; Sta. Maria, que reunen 22 l. y otros barrios, contando sobre 550 casas de mala distribucion y pocas comodidades: el ayunt. reside en la felig. de Pazos, pero no tiene casa propia ni cárcel; hay varias escuelas indotadas y poco concurridas. El term. municipal confina por N. con el de Soto-mayor; al E. con el de Mondariz; al S. con el de Puenteáreas, y por O. con el de Redondela; por N. y O. le ciñe una cord. formada con los montes de Sous, Sierra de Aguas, Espiño, Fortaleza, Romeu y Areciro. El terreno participa de algunos valles y colinas, á cuya fertilidad contribuyen los diversos riach. que los baña en distintas direcciones. Cruzan los caminos de Puenteáreas á Pontevedra y Tuy, y otros trasversales, todos quebrados y malos, asi como los de una á otra felig. El correo se recibe en Redondela 3 veces por semana, pero no hay peaton ó baligero destinado á recogerla. Las prod. mas comunes son: maiz, centeno, algunas legumbres y vino; hay ganado vacuno, lanar, cabrío y de cerda, y alguna caza. ind.: la agrícola, molinos harineros, uno que otro artesano y varios telares caseros. pobl.: 552 vec., 2,346 alm. riqueza: 200,853 rs. contr.: 33, 337 rs. 22 mrs. El presupuesto municipal asciende á 11,412 rs. 22 mrs., y el secretario de ayunt. está dotado con 4 rs. diarios.
(Madoz, 1846, p. 402)

De cara al censo de 1857, pasó a conocerse como «Pazos de Borbén».

## Geografía humana

### Demografía
Cuenta con una población de 3002 habitantes (INE 2024).
| Gráfica de evolución demográfica de Pazos de Borbén entre 1842 y 2021                                                                                       |
| |
| Población de derecho según los censos de población del INE Población de hecho según los censos de población del INEEn este censo se denominaba Borben: 1842 |

### Parroquias
Parroquias que forman parte del municipio:
- Amoedo (San Saturnino)
- Borbén (Santiago)
- Cepeda (San Pedro)
- Hermida[6]
- Junqueiras[6] (San Salvador)
- Moscoso (San Pelagio)
- Nespereira (San Martín)
- Pazos (Santa María)

## Corporación municipal
| Resultado elecciones municipales del 28 de mayo de 2023 en Pazos de Borbén |       |            |            |
| Nombre                                                                     | Votos | Porcentaje | Concejales |
| Partido Popular de Galicia                                                 | 844   | 42.58%     | 5          |
| Agrupación de Electores-Alternativa Veciñal                                | 608   | 30.67%     | 4          |
| Bloque Nacionalista Galego                                                 | 296   | 14.93%     | 1          |
| Partido de los Socialistas de Galicia-PSOE                                 | 223   | 11.25%     | 1          |